# Fort des Dunes
Le fort des Dunes est un ouvrage fortifié du XIXe siècle sur la commune de Leffrinckoucke à 6 km à l'est de Dunkerque. Construit dans le cadre du système Séré de Rivières, il a été intégré plus tard dans la ligne Maginot, a été utilisé lors de la bataille de Dunkerque puis sous l'occupation allemande.

## Construction
La création du fort des Dunes répond, à la suite de la guerre de 1870, au besoin de protéger les principaux ports par une ceinture de forts. En 1874, le général Séré de Rivières qui dirigeait les services du génie était maître d'œuvre de la construction d'un système de fortifications. Le fort des Dunes fut le seul fort terrestre de type « Séré de Rivières »  construit sur le littoral. Il était l'une des pièces maîtresses de la stratégie de défense du territoire et de l'agglomération dunkerquoise.
Il est installé sur le goulet de Bray-Dunes formé du cordon dunaire et de polders primitifs, possédant un canal, deux routes et une voie ferrée venant de la frontière belge. La construction est réalisée avec 40 000 000 briques faites sur place, qui permettent de fondre l'ouvrage dans le paysage.

### Description
Le fort pouvait accueillir 13 officiers, 22 sous-officiers et 416 soldats.
Il comprenait une caserne pour la troupe et un pavillon pour les cadres, boulangerie, abattoir, magasins, magasin à poudre, puits et citerne, infirmerie, prison... Il était entouré d'un fossé défendu par une caponnière simple, une caponnière double et une caponnière double de gorge. L'accès se faisait par un pont-levis.
Un magasin à poudre est ajouté en 1898. Placé à quelques centaines de mètres au sud-ouest du fort, il était conçu pour le stockage et l'assemblage des nouveaux types de projectiles d'artillerie.

## Opération Dynamo
Durant la bataille de Dunkerque, en juin 1940, la 12e division d'infanterie motorisée (DIM) assurant la défense du front entre Uxem et Bray-Dunes avait choisi d’installer son état-major au fort des Dunes, peu soumis jusqu’alors aux bombardements ennemis.
Le 2 juin 1940, quelques heures après la mise en place des unités de commandement au sein des bâtiments, l’ouvrage subissait de violents bombardements aériens et des tirs d’artillerie causant de nombreux décès dont celui du général Gaston Janssen, commandant de la  Division, tué avec une partie de ses cadres dans une cour intérieure.
Le 3 juin 1940, un nouveau bombardement aérien provoqua la mort d'une centaine de soldats et causa d'importants dégâts matériels.

### Le détail des événements
Le 2 juin 1940, le général Gaston Janssen se rend sur le front pour diffuser auprès de ses commandants d’unités les consignes du rembarquement prévu pour la nuit du 3 au 4 juin. De retour vers 16 h, il monte au sommet du fort afin d’observer les bombardements sur l’aile droite de son dispositif dans le secteur de Téteghem.
Vers 18 h 15 ou 18 h 45, plusieurs bombardiers légers attaquent en piqué la forteresse (en fonction des sources[Lesquelles ?] ou des témoignages, le nombre varie entre 1 et 2 et même 6 avions).
Deux bombes explosent dans la cour du pavillon des cadres détruisant des véhicules stationnés devant les bâtiments. Au contact du sol pavé, elles ne font qu’un faible entonnoir d’impact : leur effet n’en est que plus meurtrier. Le général Janssen est mortellement blessé au crâne, à ses côtés gisent le capitaine Hellé avec une plaie au ventre et le capitaine de Varine-Bohan dont le cou était profondément entaillé. Dans le fond de la pièce, sont étendus les corps sans vie des adjudants-chefs Princet et Deruel. Le capitaine Bourgerie qui a la cuisse droite arrachée décède le lendemain au Sanatorium de Zuydcoote où sont amenés les multiples blessés de ce bombardement.
Le colonel Blanchon  prend le commandement de la division et fait inhumer les victimes sur le talus sud-ouest près d’une plate-forme d’artillerie.
Vers 23 h, le lieutenant-colonel Melnotte et le capitaine de Pommery portent sur une civière la dépouille du général roulée dans une toile de tente et couverte par son fanion de commandement jusqu’à la fosse où il est enterré avec les officiers et sous-officiers tombés à ses côtés.
Le colonel Blanchon fait une allocution en hommage à son supérieur. Un peloton du 3e G.R.D.I. rend les honneurs militaires et l’abbé Roche, prêtre-soldat, bénit les dépouilles.
Des croix en bois faites de planches, sur lesquelles sont peints en rouge les noms, marquent les tombes fleuries par des plantes que des officiers cueillirent sur le parapet. La cérémonie funéraire doit être abrégée en raison de la recrudescence des tirs de l’artillerie ennemie.
Dans la matinée du 3 juin, un nouveau pilonnage fait encore des victimes.
Alors que dans l’après-midi le commandant de la 12e D.I.M. reçoivent confirmation du décrochage et de la planification de l’embarquement de ses unités, le fort est survolé par une vingtaine de bombardiers.
Vers 17 h 30, six Stukas quittent cette formation et prennent une nouvelle fois pour cible cet ouvrage du XIXe siècle. Six bombes, dont certaines à retardement, déflagrent à l’intérieur de l’enceinte fortifiée. Les dégâts sont importants.
De nombreux véhicules brûlent dans les cours. À l’entrée, les débris d’une partie du corps de garde et du pont-levis obstruent le fossé. Plus loin, des éléments de la voûte d’accès se sont affaissés sur des hommes du 3e G.D.R.I. et du Train. Dans la cour centrale, l’escalier extérieur amenant à l’étage est détruit. Le plancher maçonné d’une salle du bâtiment des troupes s’est effondré sur l’infirmerie.
La galerie permettant d’accéder au pavillon des cadres est endommagée ainsi que des pièces attenantes. La voûte des casemates de flanquement de la caponnière du fossé Nord s’est écroulée. Un abri de traverse affecté à la prévôté militaire est entièrement détruit par l’un des projectiles.
Les pertes humaines sont nombreuses. Plusieurs cadres sont parmi les victimes :
- le colonel Le Nôtre ;
- le commandant Fenouillez ;
- le commandant de Rufz de Lavison ;
- le lieutenant Besnoit ;
- le lieutenant Hubert de Labbey de la Besnardière ;
- le pharmacien-lieutenant Gobert (porté disparu).

L’étendue des destructions rend difficile l’intervention du groupe sanitaire qui depuis l’Usine des Dunes a assisté à la tragédie. D’importantes masses de sable devenues instables à la suite de l’affaissement de nombreuses maçonneries empêchent toute tentative de dégagement des militaires ensevelis sous les gravats.
Les éléments architecturaux de ce fort du XIXe siècle n’ont pas résisté aux effets dévastateurs de l’armement du XXe siècle. Peu de temps après le bombardement, des avions reviennent mitrailler le fort qui subit ensuite les coups de l’artillerie allemande.
Un tel acharnement tenterait de prouver que les Allemands avaient connaissance de l’installation du commandement de la 12e D.I.M. dans cette enceinte. Le général Barthélémy, responsable du secteur fortifié des Flandres abonde dans ce sens.[réf. nécessaire]
D’après l’un de ces rapports[Lesquels ?], un radiogramme qui comportait des indications révélatrices pour les services d’écoutes ennemies avait été émis par les transmissions de la division des Coqs : « P.C. Dunes à P.C. X... ». D’autre part il est fort probable que des éléments fournis par des agents de renseignement infiltrés dans le camp retranché de Dunkerque ont permis de préciser le dispositif d’organisation de la division. Les positions précédentes du rond-point de Malo-Terminus avaient été visées par l’artillerie allemande.
Les 2 et 3 juin 1940 sont des journées tragiques pour les hommes de la 12e D.I.M. La plupart des écrits rappelant ces événements évoquent un nombre impressionnant de victimes. Entre 150 et 200 militaires auraient péri dans l’enceinte de l’ouvrage fortifié. L’étude de la liste des soldats inhumés au cimetière militaire de Leffrinckoucke tendrait à modifier à la baisse un tel chiffre.
Sur 303 soldats dont la sépulture se trouvait sur le territoire communal (recensement de 1943), 96 hommes avaient été enterrés provisoirement au fort des Dunes en mai et juin 1940. Même si l’on tient compte des blessés décédés après leur transfert au sanatorium de Zuydcoote, de quelques disparus et des ultimes inhumations opérées en 1955 après la fouille des ruines de la caponnière nord, il parait difficile atteindre le total des victimes habituellement avancé.
Un nombre avoisinant la centaine de tués serait sûrement plus réaliste. 

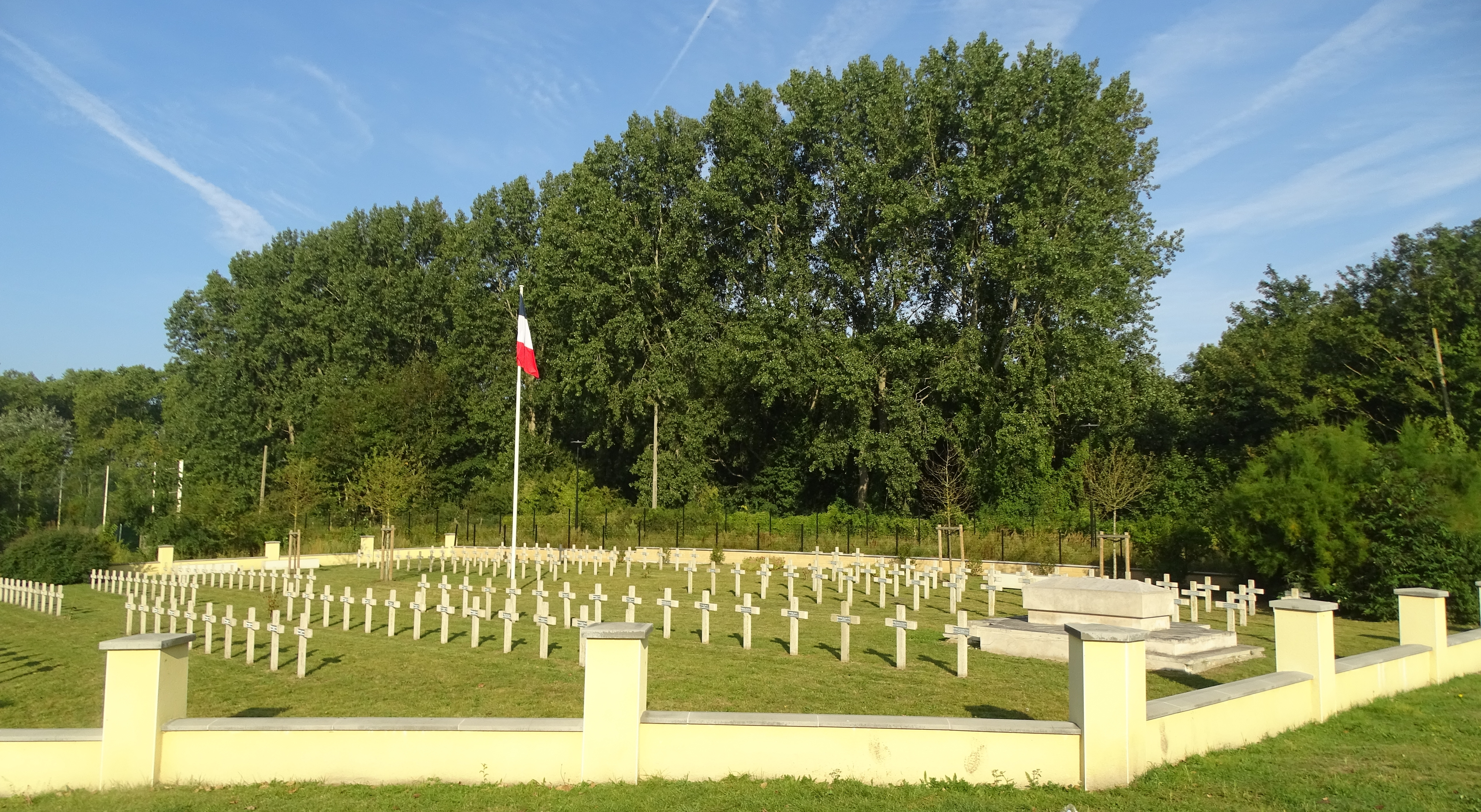
La nécropole nationale du Fort des Dunes en septembre 2021.

À la suite de ces événements, l’état-major de la 12e D.I.M. décide de quitter le fort, vers 19 h, pour s’installer à l’école de la cité de la gare de Leffrinckoucke (l’école Jules Ferry) afin de gérer les dernières opérations de repli avant l’attente d’un embarquement au port de Dunkerque.
En raison de la destruction du pont-levis, il fallut descendre dans la douve en profitant d’un éboulement d’une portion du mur d’escarpe côté Nord pour franchir le rempart extérieur sur les débris de maçonnerie de l’entrée.

## Les fusillés du fort des Dunes
Au cours des événements qui marquèrent la Libération, les mouvements de Résistance eurent pour mission d’entraver la retraite ennemie par des actes de sabotages et de renseignements ainsi que de tenter de s’attaquer à des isolés.
L’effervescence qui régnait au début du mois de septembre 1944, en raison de l’avancée des armées alliées, engendra des actions dont les conséquences furent tragiques.
Le 4 septembre 1944, à Rosendäel, un résistant décida d’intercepter un soldat de l’artillerie de marine allemande qui circulait sur le boulevard de la République. Cette tentative échoua. Le militaire allemand réussit à localiser l’habitation dans laquelle son agresseur s’était réfugié. Les autorités allemandes organisèrent le bouclage du quartier avec un déploiement de force impressionnant avant d’assaillir cette maison qui servait de cache à la Résistance locale.
Un seul homme (Yvon Miron) évita le piège tendu par les troupes d’occupation. Les sept autres ainsi que le père de l’un d’eux (Marcel Reynaert) furent arrêtés. À l’origine, internés à la batterie de Zuydcoote où l’un d’eux (Daniel Decroos) avait été tué à la suite d’une tentative d’évasion, ils furent ensuite détenus au fort.
Le bâtiment central du casernement possédait une prison, mais des modifications apportées à certains abris de traverse laissent à penser que les résistants furent répartis dans plusieurs geôles.
Conformément aux ordres du tribunal militaire, le 6 septembre à 9 h 15, les Allemands fusillèrent les six derniers hommes valides dans le fossé Nord à l’angle de la caponnière. L’un des résistants gravement blessé par une grenade lors de l’arrestation fut euthanasié. Les 7 corps (ceux de Georges Claeyman, Vincent Dewaele, Henri Gadeyne, Roger et Marcel Reynaert, Robert Vangheluwe et Élysée Willaert) furent ensuite ensevelis dans une fosse creusée au pied des remparts.
Le mur d’enceinte contre lequel les fusillés avaient été adossés fut détruit. La maçonnerie s’écroula sur la sépulture des martyrs effaçant toute trace de l’exécution.
Après la libération de Dunkerque, les membres de la Résistance locale aidés par les autorités militaires françaises effectuèrent une enquête auprès des prisonniers de guerre allemands afin de retrouver le lieu d’inhumation des corps de leurs camarades. Grâce aux indications fournies par l’ancien greffier du tribunal militaire allemand, des fouilles furent organisées sur le lieu de l’exécution. Cette tâche fut accomplie par plus d’une dizaine de prisonniers de guerre exempts de travaux de construction et déblaiement pour raison de santé.
Le 30 juillet 1945, au milieu des blocs de briques qu’il avait fallu détruire à l’explosif, un terrassier allemand exhuma un crâne. En élargissant les recherches, une fosse de 4 m de diamètre fut dégagée. Les sept corps se trouvaient là, entrelacés. L’un d’eux avait été apparemment ligoté. Le médecin légiste procéda aux constatations d’usage mais la chaux qui avait été versée sur les dépouilles rendit leur identification difficile. Après l’exhumation, les familles vinrent reconnaître les corps dans un local qui fut aménagé dans l’école Pasteur à Rosendäel.
Le lundi 6 août 1945, la population rendit un hommage solennel à ses martyrs lors d'une cérémonie funéraire. Le 20 août, la dépouille du résistant qui avait été abattu dans les dunes fut découverte par des militaires français chargés des recherches